# 側廊

三廊式のバシリカ。色のついた部分が側廊。東端にある内陣側の通路は周歩廊という。

側廊（そくろう、aisle）は教会堂、とくにバシリカ式の建築において身廊の両側に存在する廊下状の部位。身廊とは大アーケードと高窓（クリアストーリ）などの構造で仕切られる。幅は身廊より狭く、高さも身廊より低くなる。
基本的に一対、大規模な教会堂では二対の側廊が配置され、それぞれ三廊式、五廊式と表現する。側廊を欠く場合は単廊式教会堂と呼び、そもそもバシリカ式とは区別される。バシリカ式の構成要件に大アーケードと高窓があるが、単廊では物理的にアーケードを持てないからである。